# Private Label Manufacturers Association
Die Private Label Manufacturers Association (PLMA) (deutsch: Eigen- bzw. Handelsmarkenherstellerverband) wurde 1979 als gemeinnützige Organisation gegründet und repräsentiert mehr als 4.000 Mitgliedsunternehmen rund um den Globus (Stand: Mai 2017). Es ist die einzige Organisation ihrer Art. Angeschlossen sind sowohl multinationale Unternehmen als auch kleine Betriebe in Familienbesitz. Zur Produktpalette dieser Unternehmen gehören Artikel für den Einzelhandel (Lebensmittel, Getränke, Snacks, Gesundheits- und Schönheitsprodukte, Haushalts- und Küchenartikel, Heimwerkerartikel sowie Privat- und Freizeitprodukte). Manche Hersteller sind ausschließlich auf Handelsmarken spezialisiert, andere sind bekannte Markenproduzenten, die auch Handelsmarken herstellen.
Der Hauptsitz der PLMA ist in New York City, eine Außenstelle, das PLMA International Council, befindet sich in Amsterdam.

## Aufgaben
Heute steht die Organisation den angeschlossenen Herstellern in mehr als 70 Ländern mit ihren Diensten zur Verfügung, und neben drei jährlichen Fachmessen in Europa, den USA, und China bietet die PLMA ebenfalls Konferenzen, Schulungsprogramme für Führungskräfte, Marktstudien und Veröffentlichungen an.

## Veranstaltungen
Um Mitglieder den Kontakt zu Einzelhändlern auf anderen Kontinenten zu erleichtern, organisiert PLMA alljährlich die internationale Fachmesse „Welt der Handelsmarken“ im Mai in Amsterdam, die im November stattfindende Handelsmarkenmesse der Vereinigten Staaten, in Chicago, und die im Dezember stattfindende Fachmesse „Shanghai Private Label Fair“ in China.
Die PLMA veranstaltete die erste Fachmesse in den USA im Jahr 1980 und in Europa im Jahr 1986.